# Довбня

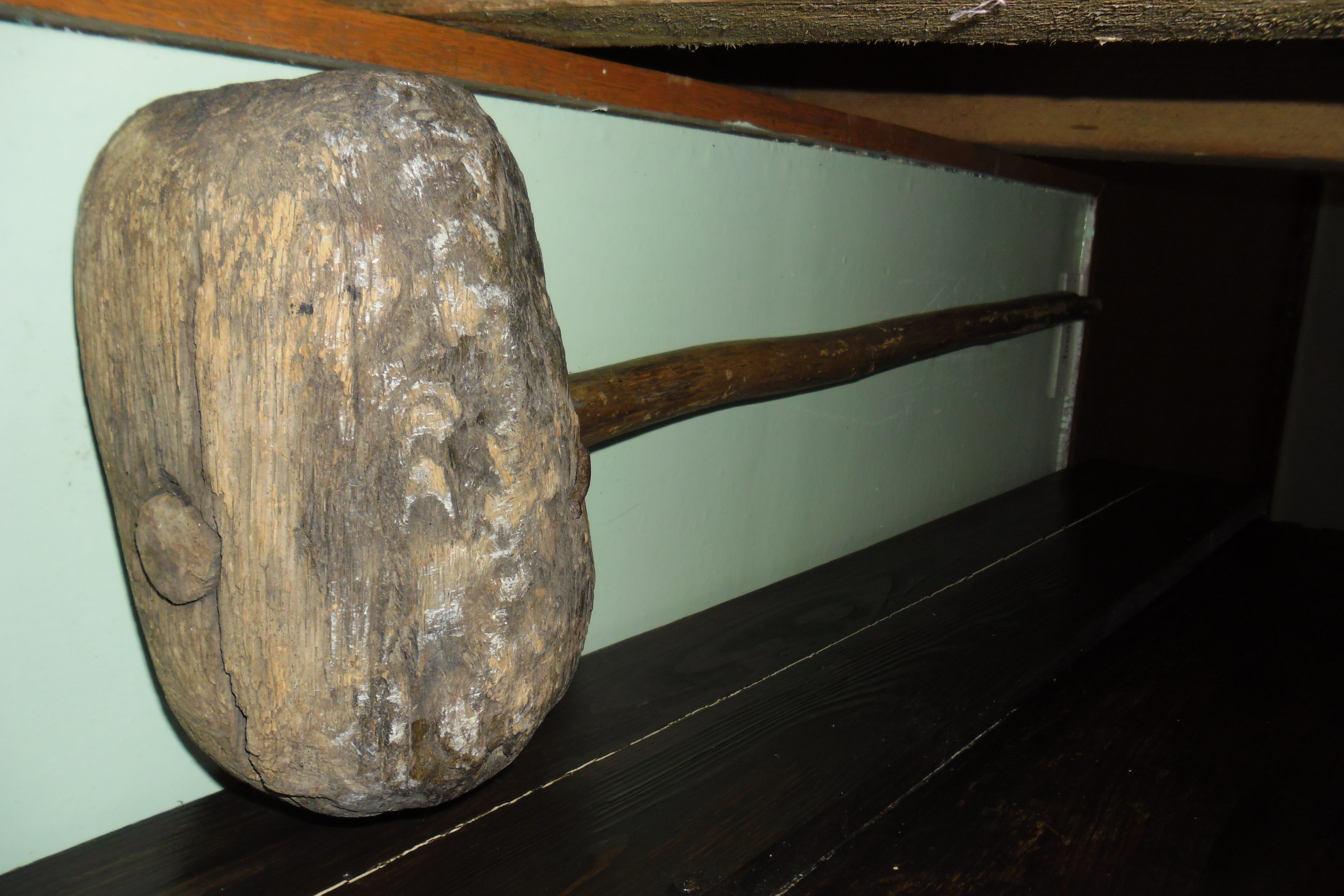
Довбня. Диканський державний історико-краєзнавчий музей ім. Д. М. Гармаша

Довбня, довбе́шка — великий, переважно дерев'яний молот або взагалі велика дерев'яна палиця з потовщенням на кінці.
У техніці — важка підвісна довбня називається «баба» і використовується для забивання паль (на ручному чи механізованому 
копрі). Ручна довбня теж використовується для забивання паль або утрамбовування землі.

## Джерела

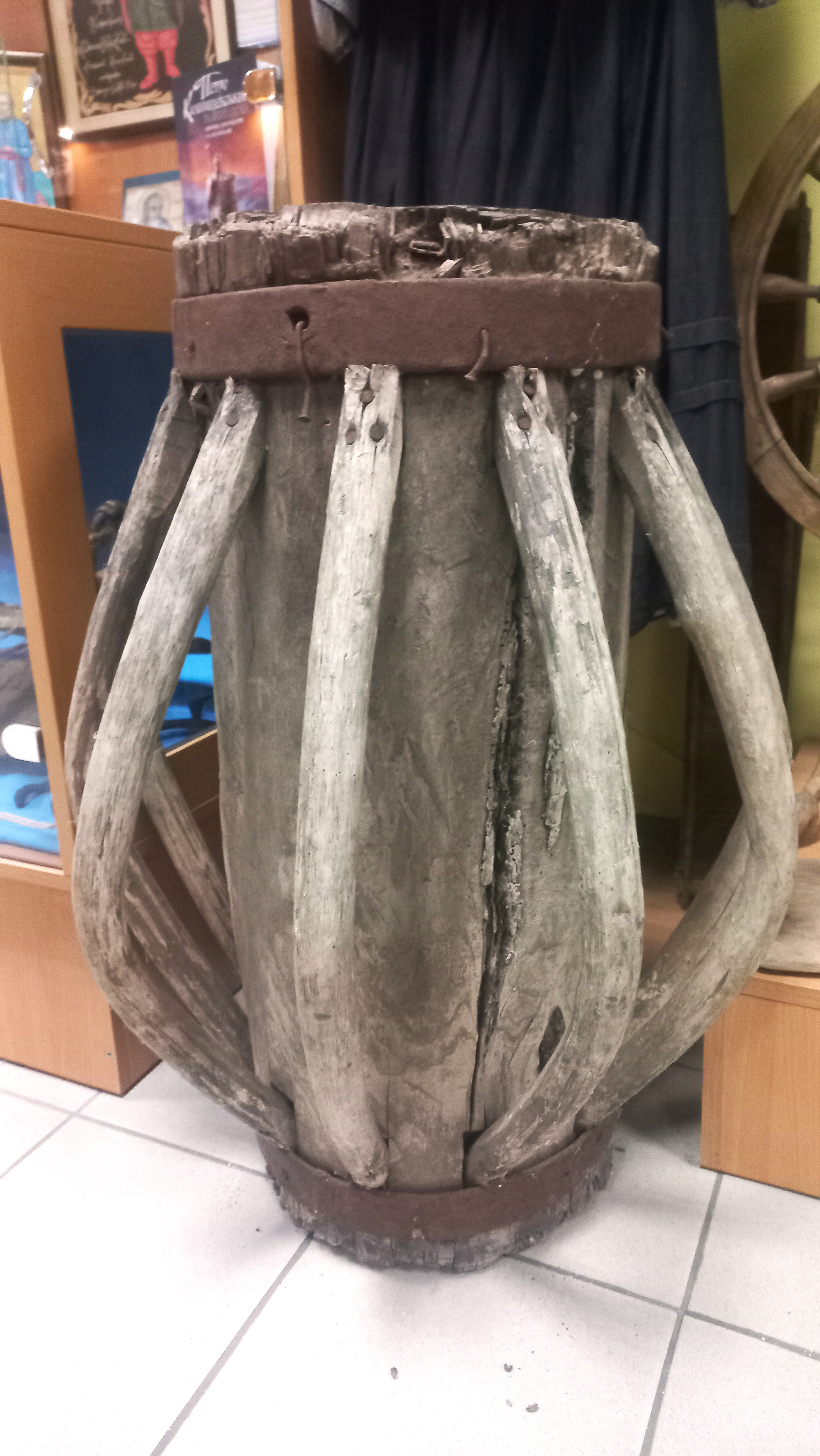
Баба з колекції Недригайлівського краєзнавчого музею, Недригайлів